# 퓨어 (프로게이머)
퓨어(본명: 김진선, 1995년 12월 29일 ~ )는 대한민국의 전직 리그 오브 레전드 프로게이머이다. 선수 시절 포지션은 서포터이며 아이디는 Pure를 사용했다.

## 선수 생활
프라임 센티넨탈에서 프로 커리어를 시작했다.
2014년 3월, 나진 화이트 실드에 입단했다. 진에어 그린윙스와의 2014 LoL 마스터즈 10주차 경기에서 교체 출전하면서 프로 데뷔전을 치렀다.
2015시즌을 앞두고 나진의 통합팀에 합류했다. 스프링 시즌 팀의 주전으로 자리매김하였다. 서머 시즌에서도 주전 선수로 활동했다.
2016시즌을 앞두고 롱주 IM에 입단했다. 스프링 시즌 준수한 모습을 보여주었다. 서머 시즌에서도 팀의 주전으로 활동했다.
2017시즌을 앞두고 CJ 엔투스에 입단했다. 스프링 시즌에서는 준수한 모습을 보여주었다. 서머 시즌에서는 좋은 모습을 보여주면서 팀의 에이스로 활동했다. 팀은 승강전에 진출했지만 퓨어는 승강전에서 좋은 모습을 보여주지 못했다. 시즌 종료 이후 CJ를 퇴단했다.
2019시즌을 앞두고 VSG에 입단했다.
2019시즌 종료 후 현역에서 은퇴했다.

## 소속팀
| # | 팀명             | 소속 기간             | 소속 리그 | 비고 |
| - | ---------------- | --------------------- | --------- | ---- |
| 1 | 프라임 센티넨탈  |                       | LCK       |      |
| 2 | 나진 화이트 실드 | 2014.03~2015.11.30    | LCK       |      |
| 3 | 롱주 IM          | 2015.12.09~2016.12.01 | LCK       |      |
| 4 | CJ 엔투스        | 2016.12.12~2017.11.13 | CK        |      |
| 5 | VSG              | 2018.12.12~2019.10.01 | CK        |      |

## 수상 경력
- IEM 시즌 11 오클랜드 4강
- 리그 오브 레전드 챌린저스 코리아 스프링 2017 준우승
- 리그 오브 레전드 챌린저스 코리아 서머 2017 우승
- 리그 오브 레전드 챌린저스 코리아 스프링 2019 준우승